# Kolas Yotaka
Kolas Yotaka（漢語音譯谷辣斯·尤達卡，1974年3月17日—），舊漢名葉冠伶，中華民國政治人物，民主進步黨籍。曾任行政院發言人、立法委員、總統府發言人等要職。出生於新竹市畢業於東海大學。曾任民視記者、原住民族電視台新聞主播、桃園市政府原住民族行政局局長，2016年當選民進黨不分區立法委員，為民進黨原住民族事務代表，2017年8月任職立法委員時獲選美國國務院國際領袖計畫訪問者，2017年底兼任民進黨發言人之一，2018年7月提前離開國會成為行政院發言人，2020年5月轉任總統府發言人。2022年接受民主進步黨徵召投入年底花蓮縣縣長選舉，但未能勝選。
2023年1月回任總統府發言人，但在6月底遭爆料涉及與已婚隨扈的不倫戀，因此而請辭總統府發言人一職。

## 名字
阿美族實行親子連名制，由於時值日治時期，谷辣斯的祖父取日本名Yoshinari，父親依循該制度，取名Yotaka Yoshinari，漢字表記作“豐·吉成”，家族長輩以Yo音取漢姓為「葉」。個人名谷辣斯（Kolas）後冠父名尤達卡，全名谷辣斯·尤達卡（Kolas Yotaka）。
約2005年、2006年間，谷辣斯將其戶籍登記名，由漢名葉冠伶改為原住民名。她偏好使用羅馬拼音型式的名字，漢語音譯則以括註呈現，認為使用拼音型式發音才能正確。
2024年7月，Kolas在個人臉書表示，依照同年5月剛三讀通過的法律，順利將身分證上的漢字拿掉，稱目前身分證上「Kolas Yotaka」已經是合法「國字」。

## 早年生平
谷辣斯出生於新竹市，籍貫登記於臺東縣，成長於新竹市，為阿美族人。畢業於台中女中後，在東海大學完成社會學學士及碩士學位。
其完成學業後先後於公視、民視擔任節目製作、記者。其後任職商業周刊、哈佛商業評論、CNN互動英文等雜誌社。
2005年至2013年間擔任原住民族電視臺新聞部副理、製作人、主播，亦陸續擔任採訪組長、英語新聞主播，職責新聞部人力調度、專題規劃、紀錄片拍攝、國際新聞採訪等職務。擔任製作人及主播之《原住民族晚間新聞》，於2007年獲得第六屆卓越聞獎電視類得獎作品，並分別入圍2008年及2011年第七屆及第十屆卓越新聞獎每日新聞獎。
2014年起擔任原民台任國際新聞周報節目《Mata!看天下》製作人與主持人。也是14支當代原住民運動紀錄片的製作人，其中《原運－Sami的傷口－反Alta水庫事件》入圍2012年第十一屆卓越新聞獎國際新聞類、《原運─破除吳鳳神話（The Death of Wufeng）》獲2013年尼泊爾國際原住民族影展銀獎、《原運─達悟反核廢（Fight for the Island-Punsu no Tao）》入圍2014年巴西里約國際鈾影展。
曾訪問前總統李登輝、前行政院長吳敦義、諾魯前總統路德維格·斯科蒂、前紐西蘭毛利黨黨魁塔利亞娜·圖莉亞、前菲律賓巴丹島省長Vicente Gato、聯合國原住民族常設論壇首任主席奧利·亨里克·馬格、故加拿大曼尼托巴省第一民族省議員以利亞·哈珀、加拿大第一民族議會總領導人Ovide Mecredi 、Phil Fontain。

## 從政生涯
谷辣斯·尤達卡從政後歷任桃園市政府原住民族行政局（簡稱原民局）局長、第9屆立法委員（民主進步黨不分區代表）、行政院發言人、總統府發言人。

### 桃園市政府原住民族行政局長
2014年底，時任桃園市市長鄭文燦聘任她擔任桃園市政府原住民族行政局第一位女性局長；並將已經使用14年的機關名稱修正為「原住民族行政局」，於2015年3月11日生效，並要求同仁的名牌並列原住民族文字。
於任內開辦「原住民族微型保險」，設籍桃園市15歲以上之原住民身分者每人投保意外險，影響約4.8萬原住民，照顧市內打零工之原住民，強化社會安全網、亦提供每月租屋補助，舒緩原民勞工之開支。
建置網路平台推銷山區農產品，以減輕實體通路成本，又推動桃園市「媽媽桃」品牌，建構原民地區農產品產地直銷經營，農民營收成長三倍；於2015夏天推出「拉拉山輕旅行」觀光巴士，強調「只要一天就可來回綠色山林、親手觸摸土地」。
任內推行桃園市內原住民回復傳統名字之單一窗口，由原住民族服務專員免費更換證件；臺灣原住民語言傳承，又以政府機關身分協辦原住民族傳統典禮，讓外出工作的族人可以就近參加，任內首次舉辦魯凱族歲時祭儀小米占卜祭（Kalalrisiane）；並於2015年7月31日發行「桃園市復興區古地名地圖」，地圖中標註復興區各部落位置，以泰雅族文字拼寫出古地名，重現許多古地名，是國內少見泰雅族文字拼寫出古地名的地圖。
規劃興建跨石門水庫之懸索橋，耗資近兩億新台幣；2018年底通過環評審查，原住民族委員會業已審定此案，予核定規劃費，終在去年底通過環評審查，讓這群深居孤島的泰雅族人，未來可有一條安全的回家路。桃園市的原住民大部分來自其他縣市，為鼓勵原住民回鄉參與豐年祭活動，從2015年起編列預算補助去程火車票；於任內規劃為崁津部落、撒烏瓦知部落（Sa″owac）找地、接水、接電、掛門牌。

### 立法委員
2016年中華民國立法委員選舉，其代表民進黨不分區立委排序第七位當選為第九屆立法委員。經公民監督國會聯盟評選為第九屆第三會期內政委員會之優秀立委。

2016年世界母語日前夕，Kolas Yotaka 推動「母語正義」，提案修正《姓名條例》、《公職人員選罷法》，建議中華民國國民身分證姓名欄位可以不用漢字，而用其他書寫系統（如族語正寫法）登記姓名，也可以在選舉公報上以原住民族語言、漢語政見並列。同年12月中提出《原住民族語言發展法》草案。

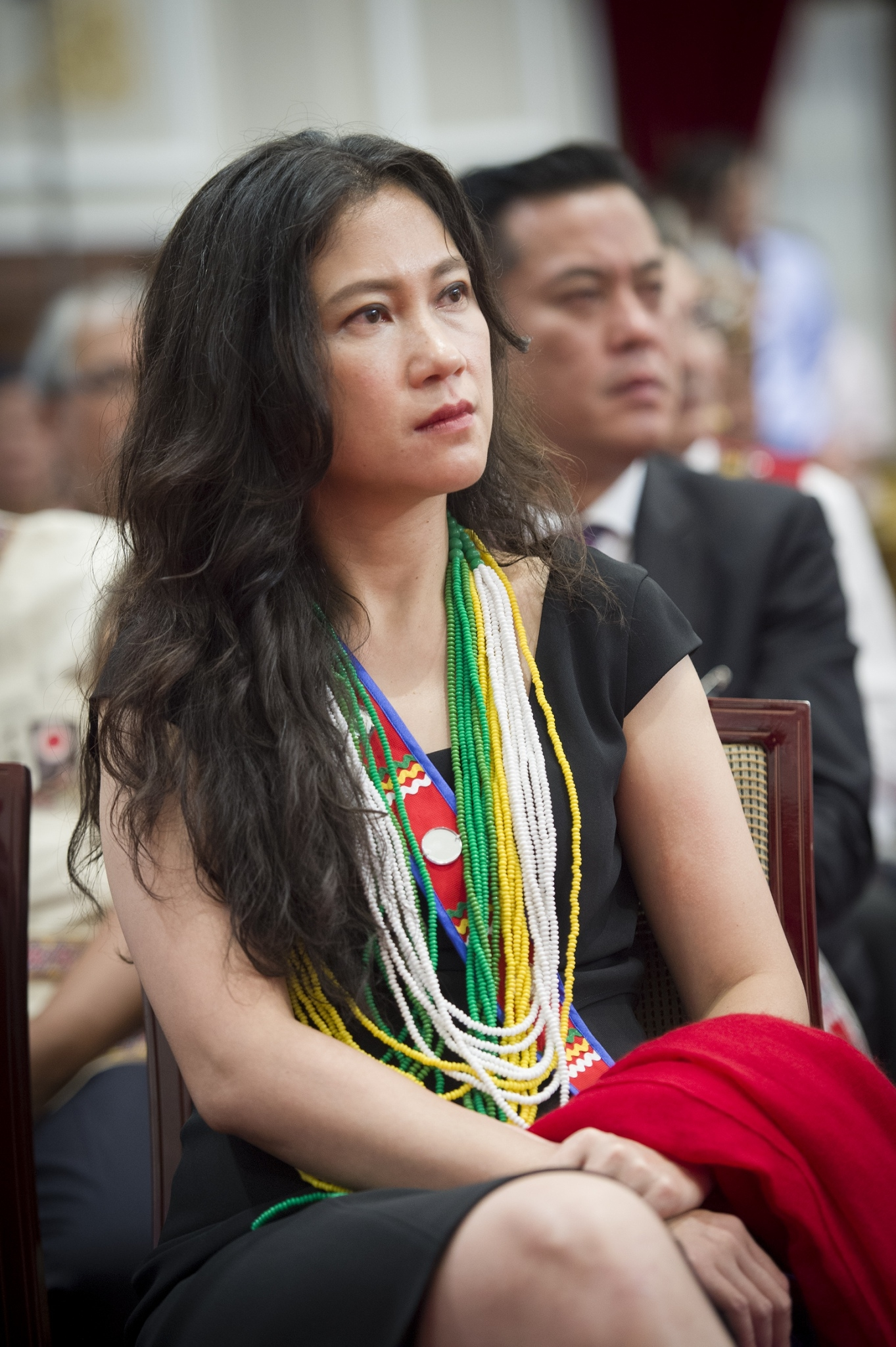
時任立委的Kolas出席總統代表政府向原住民族道歉儀式

2016年9月5日， Kolas Yotaka 赴印度達蘭薩拉拜訪西藏精神領袖達賴喇嘛，是第一位與達賴喇嘛見面的台灣原住民族立委。達賴喇嘛對Kolas身上的阿美族情人袋很感興趣，對蔡英文總統向原住民族道歉一事，表示：「很好，是趨勢（trend）」；並於隔日，以西藏台灣人權連線成員身分在達蘭薩拉的拉巴次仁紀念廳舉行第一次訪問達蘭薩拉的新聞記者會。
2017年4月23日，內政部應 Kolas Yotaka 質詢要求，取消遙祭黃帝陵儀式，且中央政府不再派內政部長代表出席鄭成功祭典，打破長達五十四年的中樞主祭慣例。
2017年8月 Kolas Yotaka 獲選為美國國務院「國際領袖計畫」（International Visitor Leadership Program），赴美擔任訪問學人， 並與多位來自各國的國會議員、政府官員、人權團體代表分享、交流各國的人權政策、行政措施與立法進度。。

### 行政院發言人
2018年7月16日行政院發言人上任，表示發言人一職應是翻譯機，站在人民的角度去回答非化妝師；不管多晚都會接電話。
2018年8月15日總統蔡英文日前過境美國洛杉磯時，順道拜訪當地的85度C門市，因此85度C遭中國網友砲轟是「台獨企業」，85度C隨即發表「支持九二共識」的聲明。 Kolas Yotaka 表示：「『非常同情85度C』，也強烈譴責任何特定國家用自以為是的意識形態，來打壓自由市場、國際企業。」
2018年8月22日，紐西蘭毛利族Ngāti Manu部落青少年22日來台文化尋根，抵臺後由傳統領袖（rangatira） Arapeta Hamilton率隊，到行政院感謝從中牽線的行政院發言人 Kolas Yotaka，期待找尋毛利文化和台灣原住民文化的連結。
2018年9月20日，受帛琉共和國酋長Bilung Gloria Salii的邀請，參加「帛琉全國女性會議二十五週年大會」擔任主講嘉賓，創下帛琉共和國主辦該大會25年來首次有中華民國政府發言人與會並擔任主講貴賓的首例。
2018年12月18日， Kolas Yotaka 接受美國夏威夷州州長大衛·伊藝邀請，代表政府前往夏威夷，參加台灣與夏威夷州締結姊妹州25週年酒會，演說中表示，台灣已向太平洋打開大門，熱情擁抱南向與太平洋各國的人民。
2019年2月8日，花蓮玉里Halawan部落原住民小朋友去紐西蘭體驗毛利文化，因2018年6月17日，Kolas應紐西蘭北方毛利部之邀，向原住民族委員會爭取經費，讓紐西蘭毛利族小朋友在2018年8月23日來臺灣展開為期10天的溯源之旅，參加部落傳統祭儀。
2019年8月14日，Halawan（哈拉灣部落）的領導人Sawmah帶領族人前往行政院報訊，向行政院通報該部落的Ilisin年祭即將於8/16-19展開；依台紐文化尋根計畫，紐西蘭北島的毛利族Ngati Manu部落領袖Arapeta Hamilton帶領族人來台尋根，並參與花蓮玉里Halawan部落祭典。

### 總統府發言人
2020年5月20日，轉任總統府發言人，在個人社群表示「人生不能被框限，我不喜歡被框限，沒有人註定只能做哪一種工作、只能服務哪一種對象、只能做哪一種人，尤其不能因為種族而被限制出路。」由於分別擔任過府院黨的發言人，自詡拿下三鐵紀錄。轉任總統府發言人後，其負責業務為國際媒體新聞處理及回應，曾在2020年11月於Twitter上發表「Taiwan: *exists*（台灣：存在）」，並自行在下方加上一行「ⓘ This claim Is disputed 」（這個說法有爭議）讓不少網友以為Twitter審查了Kolas文章，後由網友澄清，這只是在玩哽，其主要原因為川普在競選美國總統時，時常用Twitter發表意見，後因部分為爭議言論遭Twitter標註警告「說法有爭議」，自此之後，國外網友發表文章時常常加入標註警告，引以為樂。
2021年10月10日，Kolas Yotaka擔任總統府發言人階段，多次接受外國媒體專訪，並表達對台灣立場堅持捍衛國家主權，於2021年9月接受澳洲公廣媒體節目受訪，探討中國大陸與台灣緊張關係，同年10月接受法國媒體 重點週刊（Le Point）專訪指出，法國參議員訪台意義重大，表明台灣不孤單。她呼籲歐盟與法國，不要如此懼怕中國。後於2022年2月9日接受愛爾蘭廣播電視(RTE)於總統府內受訪黃金時段，該廣播公司並以「Taiwan, a tiny Pacific Ocean tinderbox that could ignite a world war」作為報導標題。
2021年12月16日，公投已進入最後倒數階段，民進黨原民部、客家部出奇招，過去被視為艱困選區的花蓮縣，找來花蓮縣玉里鎮出身的Kolas Yotaka 錄音宣傳。她有如人體翻譯機，四種語言上身，這種可隨時切換語言模式的能力，已成為公投宣講時的彩蛋，不時令在場聽講的花蓮人驚嘆不已。她是民進黨內罕見，可同時使用四種語言的代表。除了常用的華語，還有阿美語、客語、台語。若加上長輩常用的日語及後天學習的英語，Kolas可使用的語言多達6種。
因應公投，副總統賴清德為了宣講下鄉客家庄，而他發現自己講台語大家雖然聽得懂，但一講客語，台下客家人表情完全不一樣，距離拉近的程度超乎想像。Kolas表示，賴副總統有此發現，因此決定學客語。其幕後陪練員正是Kolas本人，她出身於花蓮玉里，除了國台語，原民語、英語、客語、日語、西班牙、法語都學過。Kolas說，玉里很多客家人，她又住過新竹、曾任桃園市原民局長，自然成了賴副總統的客語陪練員。
2023年1月，從花蓮縣長選舉中落選的Kolas回任總統府發言人。並在外界勸其返回花蓮參選立委時表示：「具有原住民身分只能選原住民區域立法委員，故依目前法律不能選花蓮縣立法委員，除非先向內政部戶政系統申請放棄原住民身份才能參選花蓮縣立委」。後於6月時因涉及不倫戀而再度請辭。

### 參選花蓮縣長
2022年7月18日，Kolas請辭發言人生效，轉投入花蓮縣長選戰。
8月30日，Kolas登記參選2022年縣市長選舉，正式成為民進黨花蓮縣縣長候選人，並使用阿美語「O wawa nu Pangcah！」（阿美族的孩子）、「榮耀花蓮」作為競選標語。選戰策略以空戰為主，公開競選、造勢活動不多，活動經常辦在室內，遭批評空降，最後並未當選，很快就離開花蓮。選舉期間Kolas 質疑遭更生日報社論批評空降是對手陣營的業配。在花蓮政治板塊藍大於綠、且徐榛蔚握執政優勢下，Kolas功敗垂成。民進黨雖然選舉失利，不過徐榛蔚得票率下降至64.73%，Kolas的得票率32.04%，亦高出4年前劉曉玫的25.87%許多。

#### 選舉結果
| 2022年花蓮縣縣長選舉結果 | 2022年花蓮縣縣長選舉結果    | 2022年花蓮縣縣長選舉結果 | 2022年花蓮縣縣長選舉結果 | 2022年花蓮縣縣長選舉結果 | 2022年花蓮縣縣長選舉結果 |
| 號次                     | 候選人                      | 政黨                     | 得票數                   | 得票率                   | 當選標記                 |
| ------------------------ | --------------------------- | ------------------------ | ------------------------ | ------------------------ | ------------------------ |
| 1                        | 徐榛蔚                      | 中國國民黨               | 96,645                   | 64.73%                   |                          |
| 2                        | 黃師鵬                      | 無黨籍                   | 4,817                    | 3.23%                    |                          |
| 3                        | 谷辣斯·尤達卡(Kolas Yotaka) | 民主進步黨               | 47,845                   | 32.04%                   |                          |
| 選舉人數                 | 選舉人數                    | 選舉人數                 | 266,058                  | 266,058                  | 266,058                  |
| 投票數                   | 投票數                      | 投票數                   | 153,138                  | 153,138                  | 153,138                  |
| 有效票                   | 有效票                      | 有效票                   | 149,307                  | 149,307                  | 149,307                  |
| 無效票                   | 無效票                      | 無效票                   | 3,831                    | 3,831                    | 3,831                    |
| 投票率                   | 投票率                      | 投票率                   | 57.56%                   | 57.56%                   | 57.56%                   |

## 爭議事件

### 酒駕案件
2018年7月Kolas上任行政院發言人前，被搜出2014年8月酒駕紀錄，因表現良好，被判處兩個月有期徒刑，可易科罰金。

### 提告誹謗案件
2018年3月，因Kolas就亞洲水泥與當地部落三方會談前引用原民會訂定之《諮商取得原住民族部落同意參與辦法》，前法律扶助基金會公益律師陳采邑指控，Kolas立委任內，因與原民會主任委員夷將·拔路兒同居，才支持該辦法。Kolas表示，陳采邑之說詞為造謠生事、積非成是，用種族歧視、性別歧視的語言傷害原住民；任何原住民都有權利要求法扶提供真正能幫原住民的律師，以免司法人權遭受侵害。Kolas表示，為凸顯陳采邑羞辱原住民族集體權，她刻意選擇原住民法律服務專案向法扶申請法律扶助，卻遭媒体批其濫用法扶資源。
Kolas聲稱從未如該陳采邑所言凍結法扶預算、也未濫權濫訴施壓法扶接案，控告陳采邑涉嫌《中華民國刑法》妨害名譽罪，倘若勝訴將捐出賠償金。於接任行政院發言人後，已於2018年7月25日撤案，且受任律師因支持提吿而未領取法扶之酬金。Kolas表示，多次在立法院質詢要求法扶改善，為了原住民族集體的權益質詢法扶，卻遭刻意打擊，但不會打垮為原住民族奮鬥的決心。
2018年10月3日，台北地檢署指出，私德或誠信之瑕疵將影響民意代表的純潔與信用，故須接受外界批判甚至檢視私德；Kolas私德尚非與公共利益無關，陳采邑之言論仍屬《中華民國憲法》言論自由保障範疇，故認定其罪嫌不足，作成不起訴處分。Kolas表示，此案民事部分仍在司法調查程序中，她暫不回應。

### 與已婚隨扈地下情
2023年6月28日，《鏡週刊》報導Kolas涉戀上2022年競選花蓮縣長期間，負責貼身保護她的李姓已婚男性隨扈，並於選舉結束後仍持續；同日，Kolas請辭總統府發言人獲准，事件雙方對此新聞均回應沒有親密行為，Kolas稱不了解對方婚姻情形，李男則稱未透露自身婚姻情況；李妻稱Kolas說謊，指Kolas一開始就知道李男已婚。
2024年3月，法院認定Kolas侵犯他人配偶權，判賠75萬元，kolas 表示「相當震驚，地院之判決認定欠缺證據，與事實不合。已提出上訴」，稱「李妻訴狀以鏡週刊為本，但鏡週刊對她提出的重大指控，卻一次都沒有向她及李姓隨扈查證剪接過的Line對話內容」。李姓隨扈稱，自己長期受妻子冷暴力，家庭早已不睦。，目前司法院裁判書系統上，該案歷審裁判顯示「臺灣高等法院 花蓮分院 113 年度 原上易 字第 6 號判決(113.12.23)[撤回第一審之訴]」。

## 社會評價
2017年12月起，她兼任民主進步黨發言人，外界認為其用字言簡意賅，容易理解，也有耐心，是該黨新聞、政策說明之要角；桃園市新聞處長張惇涵表示：Kolas Yotaka不只是外界看到的外型亮麗而已，語言能力強，行政、立法的經歷，對於政策的轉述能力也沒有問題，原住民出身的她，身段也十分柔軟。

## 外部連結
- Kolas Yotaka的Facebook專頁
- Kolas Yotaka的Instagram帳戶
- YouTube上的Kolas Yotaka頻道
- 官方網站
- 立法院 -谷辣斯．尤達卡Kolas Yotaka委員簡介 （页面存档备份，存于）

| 中華民國政府職務 | 中華民國政府職務                                 | 中華民國政府職務                   |
| ---------------- | ------------------------------------------------ | ---------------------------------- |
| 行政院           |                                                  |                                    |
| 前任： 徐國勇    | 行政院發言人 第六任 2018年7月16日－2020年5月19日 | 繼任： 正任：丁怡銘 李孟諺（代理） |